# Чемпіонат світу з легкої атлетики 2003
Чемпіонат світу з легкої атлетики 2003 був проведений 23-31 серпня на «Стад-де-Франс» в Сен-Дені, передмісті Парижу.

## Призери

### Чоловіки
| Дисципліна                | Золото                                                                    | Золото      | Срібло | Срібло     | Бронза                                                                                         | Бронза     |
| ------------------------- | ------------------------------------------------------------------------- | ----------- | --- | ---------- | ---------------------------------------------------------------------------------------------- | ---------- |
| 100 метрів                | Кім Коллінз Сент-Кіттс і Невіс                                            | 10,07       | Даррел Браун Тринідад і Тобаго                                                                                   | 10,08      | Даррен Кемпбелл Велика Британія                                                                | 10,08 SB   |
| 200 метрів                | Джон Кепел США                                                            | 20,30       | Дарвіс Петтон США                                                                                                | 20,31      | Суецуґу Сінґо Японія                                                                           | 20,38      |
| 400 метрів                | Тайрі Вашингтон США                                                       | 44,77       | Марк Ракіль Франція                                                                                              | 44,79 NR   | Майкл Блеквуд Ямайка                                                                           | 44,80      |
| 800 метрів                | Джабір Саїд-Герні Алжир                                                   | 1.44,81     | Юрій Борзаковський Росія                                                                                         | 1.44,84    | Мбулані Мулаудзі ПАР                                                                           | 1.44,90    |
| 1500 метрів               | Гішам ель Герруж Марокко                                                  | 3.31,77     | Меді Баала Франція                                                                                               | 3.32,31    | Іван Гешко Україна                                                                             | 3.33,17    |
| 5000 метрів               | Еліуд Кіпчоґе Кенія                                                       | 12.52,79 CR | Гішам ель Герруж Марокко                                                                                         | 12.52,83   | Кененіса Бекеле Ефіопія                                                                        | 12.53,13   |
| 10000 метрів              | Кененіса Бекеле Ефіопія                                                   | 26.49,57    | Хайле Гебрселассіє Ефіопія                                                                                       | 26.50,77   | Сілеші Сігіне Ефіопія                                                                          | 27.01,44   |
| 110 метрів з бар'єрами    | Аллен Джонсон США                                                         | 13,12       | Терренс Треммелл США                                                                                             | 13,20 SB   | Лю Сян КНР                                                                                     | 13,23      |
| 400 метрів з бар'єрами    | Фелікс Санчес Домініканська Республіка                                    | 47,25 WL    | Джої Вуді США | 48,18 SB   | Перикліс Іаковакіс Греція                                                                      | 48,24      |
| 3000 метрів з перешкодами | Саїф Саїд Шахін Катар                                                     | 8.04,39     | Єзекіїль Кембої Кенія                                                                                            | 8.05,11    | Елісео Мартін Іспанія                                                                          | 8.09,09 PB |
| 4×100 метрів              | СШАДжон Кепел Бернард Вільямс Дарвіс Петтон Джошуа Джонсон                | 38,06       | БразиліяВісенте де Ліма Едсон Рібейру Андре да Сілва Клаудіу Роберту Соуза                                       | 38,26 SB   | НідерландиТімоті Бек Трой Дуглас Патрік ван Балком Каймін Дуглас Гюс Хогмуд (забіг)            | 38,87      |
| 4×400 метрів              | ФранціяЛеслі Джон Наман Кейта Стефан Діагана Марк Ракіль Амед Дуу (забіг) | 2.58,96 NR  | ЯмайкаБрендон Сімпсон Денні Мак-Фарлейн Давіан Кларк Майкл Блеквуд Майкл Кемпбелл (забіг) Ленсфорд Спенс (забіг) | 2.59,60 SB | Багамські ОстровиЕвард Монкер Денніс Дарлінг Натаніель Маккінні Кріс Браун Карл Олівер (забіг) | 3.00,53 SB |
| Марафон                   | Джауад Гаріб Марокко                                                      | 2:08.31 CR  | Хуліо Рей Іспанія                                                                                                | 2:08.38    | Стефано Бальдіні Італія                                                                        | 2:09.14    |
| Ходьба 20 кілометрів      | Джефферсон Перес Еквадор                                                  | 1:17.21 WB  | Франсіско Хав'єр Фернандес Іспанія                                                                               | 1:18.00 SB | Роман Рассказов Росія                                                                          | 1:18.07 SB |
| Ходьба 50 кілометрів      | Роберт Коженьовський Польща                                               | 3:36.03 WB  | Герман Скуригін Росія                                                                                            | 3:36.42 NR | Андреас Ерм Німеччина                                                                          | 3:37.46 NR |
| Стрибки у висоту          | Жак Фрайтаг ПАР                                                           | 2,35        | Стефан Гольм Швеція                                                                                              | 2,32       | Марк Босвелл Канада                                                                            | 2,32 SB    |
| Стрибки з жердиною        | Джузеппе Джибіліско Італія                                                | 5,90 NR     | Оккерт Брітс ПАР                                                                                                 | 5,85       | Патрік Крістіанссон Швеція                                                                     | 5,85 PB    |
| Стрибки в довжину         | Двайт Філліпс США                                                         | 8,32        | Джеймс Бекфорд Ямайка                                                                                            | 8,28 SB    | Яго Ламела Іспанія                                                                             | 8,22       |
| Потрійний стрибок         | Християн Ульссон Швеція                                                   | 17,72       | Йоандрі Бетансос Куба                                                                                            | 17,28 SB   | Лівен Сендс Багамські Острови                                                                  | 17,26      |
| Штовхання ядра            | Андрій Міхневич Білорусь                                                  | 21,69 PB    | Адам Нельсон США                                                                                                 | 21,26      | Юрій Білоног Україна                                                                           | 21,10      |
| Метання диска             | Віргіліюс Алекна Литва                                                    | 69,69 SB    | Роберт Фазекаш Угорщина                                                                                          | 69,01      | Василь Каптюх Білорусь                                                                         | 66,51 SB   |
| Метання молота            | Іван Тихон Білорусь                                                       | 83,05       | Адріан Аннуш Угорщина                                                                                            | 80,36      | Мурофусі Кодзі Японія                                                                          | 80,12      |
| Метання списа             | Сергій Макаров Росія                                                      | 85,44       | Андрус Вярнік Естонія                                                                                            | 85,17      | Борис Генрі Німеччина                                                                          | 84,74      |
| Десятиборство             | Том Паппас США                                                            | 8750        | Роман Шебрле Чехія                                                                                               | 8634       | Дмитро Карпов Казахстан                                                                        | 8374 NR    |

### Жінки
| Дисципліна             | Золото                                                                                  | Золото      | Срібло | Срібло      | Бронза                                                                                | Бронза      |
| ---------------------- | --------------------------------------------------------------------------------------- | ----------- | --- | ----------- | ------------------------------------------------------------------------------------- | ----------- |
| 100 метрів             | Торрі Едвардс США                                                                       | 10,93 PB    | Чандра Старрап Багамські Острови                                                                                               | 11,02       | Екатеріні Тану Греція                                                                 | 11,03 SB    |
| 200 метрів             | Анастасія Капачинська Росія                                                             | 22,38 PB    | Торрі Едвардс США | 22,47       | Мюріель Юртіс Франція                                                                 | 22,59       |
| 400 метрів             | Ана Гевара Мексика                                                                      | 48,89 PB    | Лоррейн Фентон Ямайка | 49,43 SB    | Амі Мбаке Тіам Сенегал                                                                | 49,95 SB    |
| 800 метрів             | Марія Мутола Мозамбік                                                                   | 1.59,89     | Келлі Голмс Велика Британія | 2.00,18 SB  | Наталія Хрущельова Росія                                                              | 2.00,29     |
| 1500 метрів            | Тетяна Томашова Росія                                                                   | 3.58,52 CR  | Сюрейя Айган Туреччина | 3.59,04     | Гейлі Таллет Велика Британія                                                          | 3.59,95 PB  |
| 5000 метрів            | Тірунеш Дібаба Ефіопія                                                                  | 14.51,72    | Марта Домінгес Іспанія | 14.52,26    | Едіт Масаї Кенія                                                                      | 14.52,30    |
| 10000 метрів           | Берхане Адере Ефіопія                                                                   | 30.04,18 CR | Веркнеш Кідане Ефіопія | 30.07,15 PB | Сунь Інцзе КНР                                                                        | 30.07,20 PB |
| 100 метрів з бар'єрами | Пердіта Фелісьєн Канада                                                                 | 12,53 NR    | Бріджит Фостер Ямайка | 12,57       | Маїша Маккелві США                                                                    | 12,67       |
| 400 метрів з бар'єрами | Яна Піттман Австралія                                                                   | 53,22 PB    | Сандра Гловер США | 53,65 SB    | Юлія Печонкіна Росія                                                                  | 53,71       |
| 4×100 метрів           | ФранціяПатрісія Жирар-Лено Мюріель Юртіс Сільвіан Фелікс Крістін Аррон                  | 41,78 WL    | СШААнджела Вільямс Кріст Гейнс Інгер Міллер Торрі Едвардс Лорін Вільямс (забіг)                                                | 41,83 SB    | РосіяОльга Федорова Юлія Табакова Марина Кислова Лариса Круглова                      | 42,66       |
| 4×400 метрів           | СШАДеметрія Вашингтон Джерл Майлз Кларк Меліса Барбер Саня Річардс Діді Троттер (забіг) | 3.22,63 WL  | РосіяАнастасія Капачинська Наталія Назарова Олеся Зикіна Юлія Печонкіна Світлана Поспєлова (забіг) Світлана Гончаренко (забіг) | 3.22,91 SB  | ЯмайкаАллісон Бекфорд Лоррейн Фентон Ронетта Сміт Сенді Річардс Мішель Бургер (забіг) | 3.22,92 SB  |
| Марафон                | Кетрін Ндереба Кенія                                                                    | 2:23.55 CR  | Ногуті Мідзукі Японія | 2:24.14     | Тіба Масако Японія                                                                    | 2:25.09     |
| Ходьба 20 кілометрів   | Олена Ніколаєва Росія                                                                   | 1:26.52 CR  | Джилліан О'Салліван Ірландія                                                                                                   | 1:27.34     | Валентина Цибульська Білорусь                                                         | 1:28.10 NR  |
| Стрибки у висоту       | Гестрі Клуте ПАР                                                                        | 2,06 WL AR  | Марина Купцова Росія | 2,00        | Кайса Бергквіст Швеція                                                                | 2,00        |
| Стрибки з жердиною     | Светлана Феофанова Росія                                                                | 4,75 CR     | Анніка Бекер Німеччина | 4,70 SB     | Олена Ісинбаєва Росія                                                                 | 4,65        |
| Стрибки в довжину      | Юніс Барбер Франція                                                                     | 6,99 SB     | Тетяна Котова Росія | 6,74        | Анджу Боббі Джордж Індія                                                              | 6,70 SB     |
| Потрійний стрибок      | Тетяна Лебедєва Росія                                                                   | 15,18 SB    | Франсуаз Мбанґо-Етон Камерун                                                                                                   | 15,05 AR    | Магделін Мартінес Італія                                                              | 14,90 NR    |
| Штовхання ядра         | Світлана Кривельова Росія                                                               | 20,63       | Надія Остапчук Білорусь | 20,12 PB    | Віта Павлиш Україна                                                                   | 20,08 SB    |
| Метання диска          | Ірина Ятченко Білорусь                                                                  | 67,32 SB    | Анастасія Келесіду Греція | 67,14 SB    | Екатеріні Вогголі Греція                                                              | 66,73 PB    |
| Метання молота         | Їпсі Морено Куба                                                                        | 73,33       | Ольга Кузенкова Росія | 71,71       | Мануела Монтебрюн Франція                                                             | 70,92       |
| Метання списа          | Мірела Маніяні Греція                                                                   | 66,52 WL    | Тетяна Шиколенко Росія | 63,28       | Штеффі Неріус Німеччина                                                               | 62,70       |
| Семиборство            | Кароліна Клюфт Швеція                                                                   | 7001 WL     | Юніс Барбер Франція | 6755 SB     | Наталія Сазанович Білорусь                                                            | 6524 SB     |

## Медальний залік
| Місце               | Країна                   | Золото | Срібло | Бронза | Загалом |
| ------------------- | ------------------------ | ------ | ------ | ------ | ------- |
| 1                   | США                      | 8      | 7      | 1      | 16      |
| 2                   | Росія                    | 7      | 7      | 5      | 19      |
| 3                   | Франція                  | 3      | 3      | 2      | 8       |
| 4                   | Ефіопія                  | 3      | 2      | 2      | 7       |
| 5                   | Білорусь                 | 3      | 1      | 3      | 7       |
| 6                   | Швеція                   | 2      | 1      | 2      | 5       |
| 7                   | Кенія                    | 2      | 1      | 1      | 4       |
| 7                   | ПАР                      | 2      | 1      | 1      | 4       |
| 9                   | Марокко                  | 2      | 1      | 0      | 3       |
| 10                  | Греція                   | 1      | 1      | 3      | 5       |
| 11                  | Куба                     | 1      | 1      | 0      | 2       |
| 12                  | Італія                   | 1      | 0      | 2      | 3       |
| 13                  | Канада                   | 1      | 0      | 1      | 2       |
| 14                  | Литва                    | 1      | 0      | 0      | 1       |
| 14                  | Сент-Кіттс і Невіс       | 1      | 0      | 0      | 1       |
| 14                  | Австралія                | 1      | 0      | 0      | 1       |
| 14                  | Алжир                    | 1      | 0      | 0      | 1       |
| 14                  | Домініканська Республіка | 1      | 0      | 0      | 1       |
| 14                  | Еквадор                  | 1      | 0      | 0      | 1       |
| 14                  | Катар                    | 1      | 0      | 0      | 1       |
| 14                  | Мексика                  | 1      | 0      | 0      | 1       |
| 14                  | Мозамбік                 | 1      | 0      | 0      | 1       |
| 14                  | Польща                   | 1      | 0      | 0      | 1       |
| 24                  | Ямайка                   | 0      | 4      | 2      | 6       |
| 25                  | Іспанія                  | 0      | 3      | 2      | 5       |
| 26                  | Угорщина                 | 0      | 2      | 0      | 2       |
| 27                  | Німеччина                | 0      | 1      | 3      | 4       |
| 27                  | Японія                   | 0      | 1      | 3      | 4       |
| 29                  | Багамські Острови        | 0      | 1      | 2      | 3       |
| 29                  | Велика Британія          | 0      | 1      | 2      | 3       |
| 31                  | Тринідад і Тобаго        | 0      | 1      | 0      | 1       |
| 31                  | Ірландія                 | 0      | 1      | 0      | 1       |
| 31                  | Бразилія                 | 0      | 1      | 0      | 1       |
| 31                  | Естонія                  | 0      | 1      | 0      | 1       |
| 31                  | Камерун                  | 0      | 1      | 0      | 1       |
| 31                  | Туреччина                | 0      | 1      | 0      | 1       |
| 31                  | Чехія                    | 0      | 1      | 0      | 1       |
| 38                  | Україна                  | 0      | 0      | 3      | 3       |
| 39                  | КНР                      | 0      | 0      | 2      | 2       |
| 40                  | Індія                    | 0      | 0      | 1      | 1       |
| 40                  | Казахстан                | 0      | 0      | 1      | 1       |
| 40                  | Нідерланди               | 0      | 0      | 1      | 1       |
| 40                  | Сенегал                  | 0      | 0      | 1      | 1       |
| Загалом (43 збірні) | Загалом (43 збірні)      | 46     | 46     | 46     | 138     |